# Arenaria zadoiensis
Arenaria zadoiensis är en nejlikväxtart som beskrevs av Li Hua Zhou. Arenaria zadoiensis ingår i släktet narvar, och familjen nejlikväxter. Inga underarter finns listade i Catalogue of Life.